# Sekhemib-Perenmaat
Sekhemi-Perenna'at (hoặc đơn giản là Sekhemib), là tên Horus của một vị vua Ai Cập thuộc Vương triều thứ 2. Tương tự như người tiền nhiệm của ông, người kế vị hoặc đồng cai trị Seth-Peribsen, ngày nay Sekhemib chỉ được chứng thực từ các bằng chứng khảo cổ học, tên của ông không có trong bất cứ ghi chép nào sau khi ông qua đời. Thời gian cai trị chính xác của ông cũng chưa được biết rõ và lăng mộ của ông vẫn chưa được tìm thấy.

## Đồng nhất

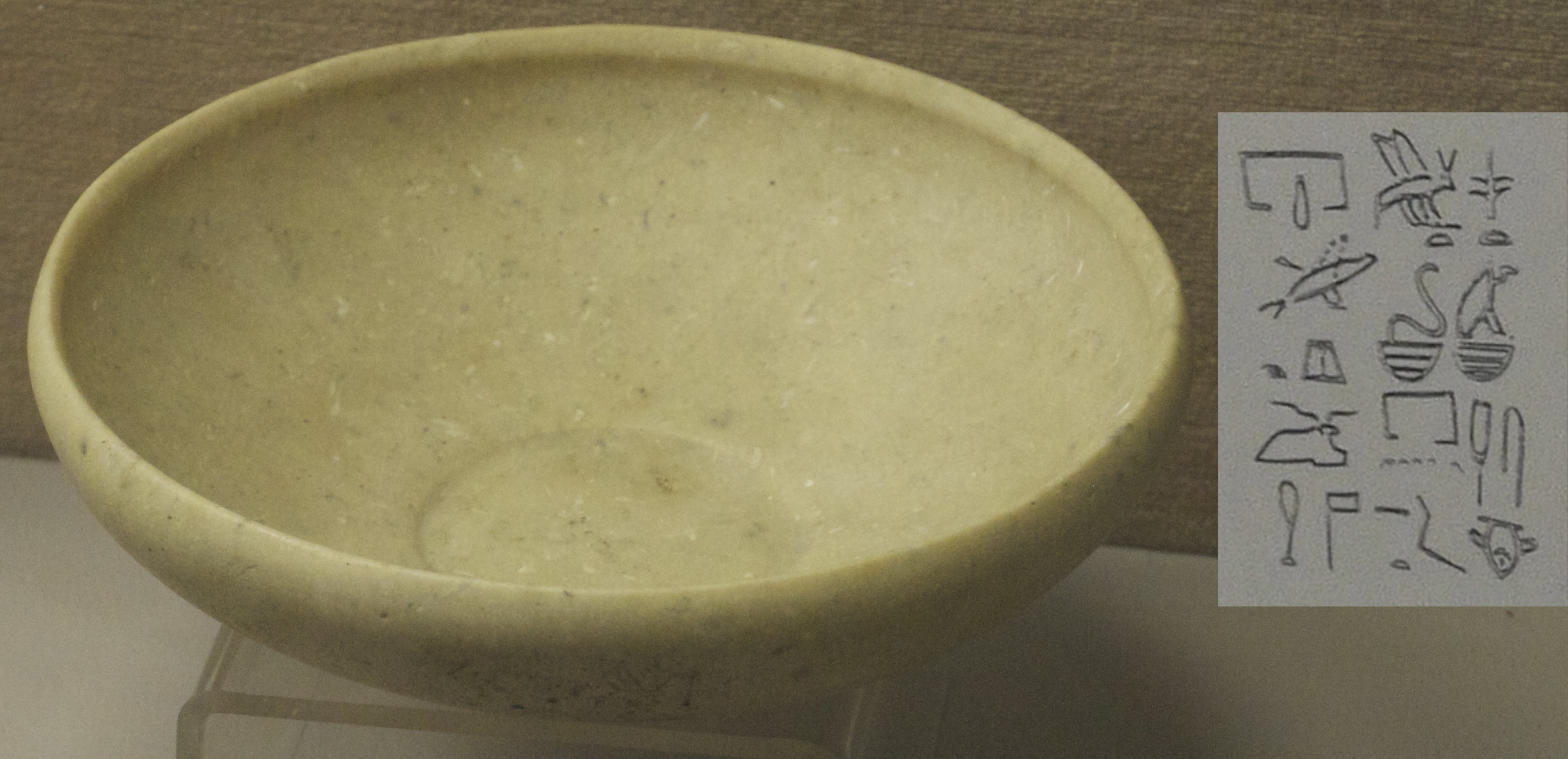
Bát đá của Sekhemib,Bảo tàng khảo cổ học quốc gia (Pháp).

### Giả thuyết về sự chia cắt vương quốc

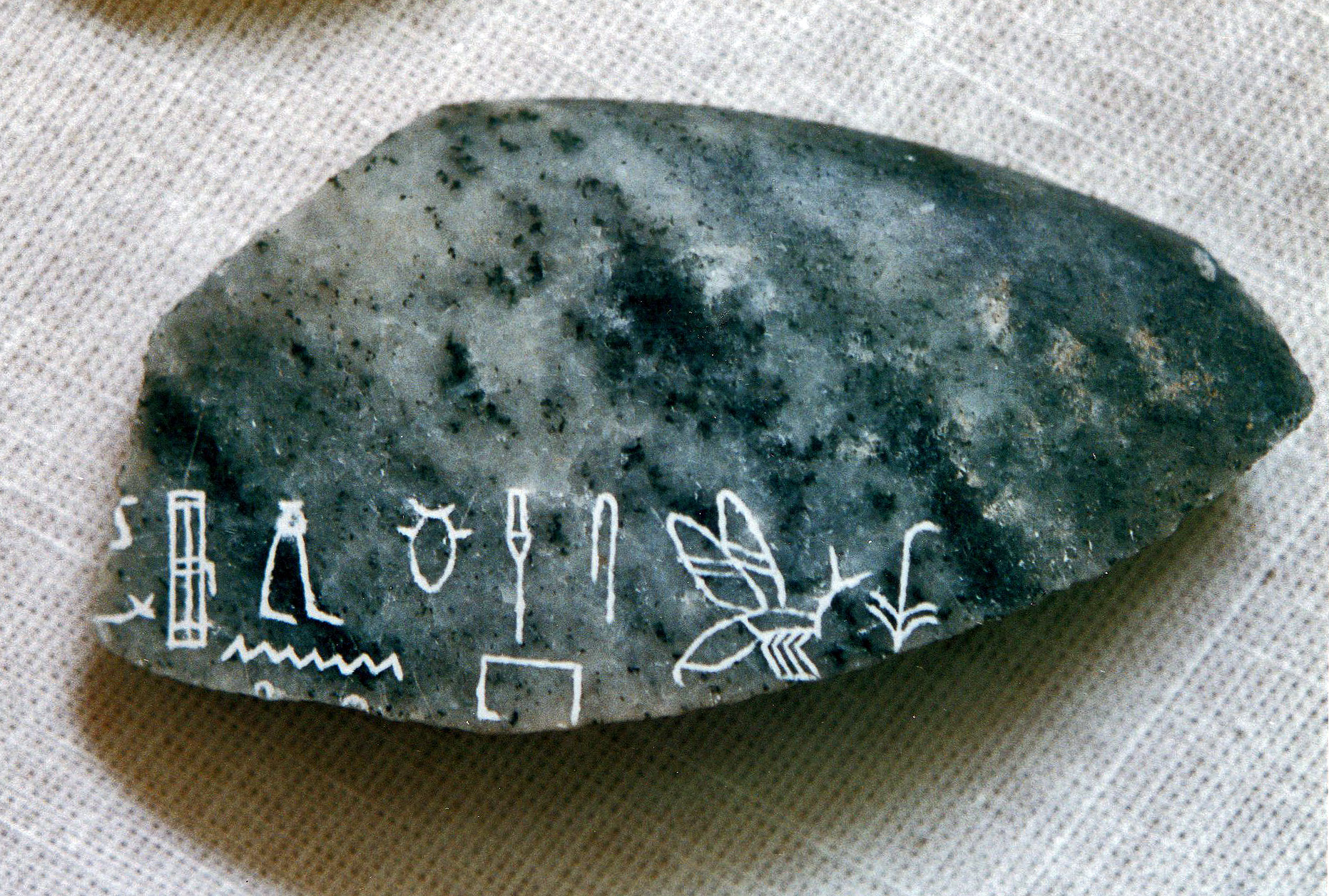
Mảnh vỡ của một chiếc bình làm từ diorite với một phần tên của pharaoh Sekhemib Perenmaat được trưng bày ở Bảo tàng Ai Cập. Dòng chữ được đọc như sau (từ phải qua trái): "Vua của Thượng- và Hạ Ai Cập, Sekhemib-Per(enma'at), cống vật của người ngoại quốc, dùng để...".